# Amaya
Amaya là một bộ phim tâm lý của đạo diễn Māris Martinsons, ra mắt lần đầu năm 2010.

## Nội dung
Hong Kong: one week in one of the most exotic and picturesque cities of the world. The movie follows six characters whose lives are all connected in one way or another. The day of changes comes when Amaya (played by the world famous, multiple award winning Kaori Momoi) meets a charming Englishman, Paul. Their encounter dramatically changes Amaya's perception of her cultural and personal identity. Their lives change forever. But one thing remains universal, love.

## Diễn viên
- Kaori Momoi... Amaya
- Andrius Mamontovas... Paul
- Monie Đổng... Jasmine
- Kristīne Nevarauska... Lori
- Lưu Đan... Đào
- Hoàng Huy Thiệu... Nhân Thụ
- Dexter Fletcher... Frenchman
- Laura Luīze Dzenīte... Kitty
- Margaret Trương... Lương

## Ê-kíp
- Âm nhạc: Andrius Mamontovas